# Riacho He-Hé
Riacho He-Hé, aussi appelée Teniente General Juan Carlos Sánchez, est une localité argentine située dans le département de Pilcomayo, province de Formosa.